# Andrea Raggi
Andrea Raggi (La Spezia, Italia, 24 de junio de 1984) es un exfutbolista italiano que jugaba como defensa.

## Clubes
La siguiente tabla detalla los encuentros disputados y los goles marcados por Raggi en los clubes en los que ha militado.
| Club               | País    | Año       | Partidos | Goles |
| ------------------ | ------- | --------- | -------- | ----- |
| Empoli F. C.       | Italia  | 2002-2003 | 0        | 0     |
| Carrarese Calcio   | Italia  | 2003-2004 | 29       | 1     |
| Empoli F. C.       | Italia  | 2004-2008 | 102      | 2     |
| U. S. Palermo      | Italia  | 2008-2009 | 2        | 0     |
| U. C. Sampdoria    | Italia  | 2009      | 13       | 0     |
| Bologna F. C. 1909 | Italia  | 2009-2010 | 22       | 1     |
| A. S. Bari         | Italia  | 2010-2011 | 16       | 0     |
| Bologna F. C. 1909 | Italia  | 2011-2012 | 31       | 0     |
| A. S. Monaco       | Francia | 2012-2019 | 230      | 9     |

## Palmarés

### Campeonatos nacionales
| Título  | Club         | País    | Año     |
| ------- | ------------ | ------- | ------- |
| Ligue 2 | A. S. Monaco | Francia | 2012-13 |
| Ligue 1 | A. S. Monaco | Francia | 2016-17 |